# Клинское (городской округ Коломна)
Клинское — деревня в городском округе Озёры Московской области России. Население — 9 чел. (2015).

## География
Расположена в юго-восточной части района, примерно в 10 км к юго-востоку от центра города Озёры, на берегу впадающей в Осётр реки Сенницы (бассейн Оки). В деревне одна улица — Красная, зарегистрировано два садовых товарищества. Ближайшие населённые пункты — деревни Старое, сёла Сенницы-1 и Полурядинки. Связана автобусным сообщением с районным центром.

## История
В «Списке населённых мест» 1862 года Клинское — казённая деревня 1-го стана Зарайского уезда Рязанской губернии между Каширской дорогой и рекой Осётр, в 13 верстах от уездного города, при пруде и колодце, с 34 дворами и 295 жителями (143 мужчины, 152 женщины).
По данным 1905 года входила в состав Безпятовской волости Зарайского уезда, проживало 504 жителя (240 мужчин, 264 женщины), насчитывалось 65 дворов.
С 1929 года — населённый пункт в составе Озёрского района Коломенского округа Московской области. С 1930-го, в связи с упразднением округа, — в составе Озёрского района Московской области.
В 1939 году селение передано Полурядниковскому сельсовету Озёрского района.
В 1959 году Озёрский район был упразднён, Клинское вошло в состав Коломенского района. В 1960 году Полурядниковский сельсовет был упразднён, а его территория передана Сенницкому сельсовету. В 1969 году Озёрский район был воссоздан.
С 1994 по 2006 год — деревня Сенницкого сельского округа.

## Население
| 1859 | 1905 | 2002 | 2006 | 2010 | 2015 |
| ---- | ---- | ---- | ---- | ---- | ---- |
| 295  | ↗504 | ↘10  | ↘3   | ↗5   | ↗9   |

## Известные уроженцы
- Василий Петрович Канунников (1916—1945) — участник Великой Отечественной войны, Герой Советского Союза, Почётный гражданин Озёрского района[15].